# Mikroregion Podblanicko
Mikroregion Podblanicko je dobrovolný svazek obcí podle zákona v okresu Benešov, jeho sídlem je Vlašim a jeho cílem je celkový rozvoj mikroregionu a cestovního ruchu. Sdružuje celkem 9 obcí a byl založen v roce 2003.

## Obce sdružené v mikroregionu
- Vlašim
- Radošovice
- Slověnice
- Ctiboř
- Libež
- Řimovice
- Pavlovice
- Tehov
- Domašín (Vlašim) - část města